# Барре, Жерар
Жерар Барре (фр. Gérard Barray; 2 ноября 1931, Тулуза — 15 февраля 2024, Марбелья, Андалусия) — французский актёр театра и кино, музыкант. Настоящее имя — Жерар Марсель Луи Баррайе (фр. Gérard Marcel Louis Baraillé).

## Биография
Жерар Барре родился 2 ноября 1931 года в Тулузе, на Юге Франции. Отец — инженер-конструктор, мать — филолог. После развода родителей четырёхлетний Жерар вместе с матерью переехал к бабушке в город Монтобан (департамент Тарн и Гаронна), где и прошло его детство и юность. В молодости Жерар увлекался джазом, играл в регби, занимался боксом и фехтованием. Увлёкшись в 15 лет джазом, стал брать уроки игры на фортепиано и вместе с приятелями организовал квартет «Горячий монтобанский клуб».
По совету матери, ставшей к тому времени акушеркой и возглавившей городскую акушерскую клинику, Жерар поступил на медицинский факультет университета в Тулузе. Заметив интерес будущего врача к театру, Камилл Рикар, профессор консерватории Тулузы, посоветовал ему ехать в Париж, дав рекомендательное письмо к одному из своих друзей, известному актёру Ноэлю Рокверу. В 1952 году, пройдя стажировку у Роквера, Барре поступает на курс Рене Симона. В свободное от учёбы время играл джаз в парижских клубах и кабаре, сочинял песни и исполнял их дуэтом с сокурсником Сержем Руссо, который писал тексты. На столичной сцене Жерар дебютировал в спектаклях «Веер леди Уиндермир» и «Дети Эдуара». Окончив курсы и получив диплом актёра, Жерар изменил фамилию на Барре и стал играть в одном из театров Парижа. Затем молодого актёра призвали на службу в армию: первый год Жерар служил адъютантом-водителем штабного офицера, второй год службы провёл в Алжире.
Вернувшись из армии в Париж, Барре записал небольшую пластинку своих песен на слова Руссо. Затем молодой актёр, при помощи звезды театра и кино Эдвиж Фейер, получил в театре Сары Бернар главную роль в спектакле по пьесе Жана Кокто «Двуглавый орёл». Вскоре начал сниматься в фильме «Капитан Фракасс» в роли герцога Валломбреза. Эти работы принесли Барре первый успех и обратили на него внимание братьев-продюсеров Шарля и Раймона Бордери. Они пригласили Жерара сыграть в фильме режиссёра Бернара Бордери (сына Раймона) «Три мушкетера». Предполагалось, что Барре будет играть Атоса, но после первых кинопроб отец и сын Бордери приняли решение назначить актёра на роль д’Артаньяна. После феноменального успеха картины Барре сыграл ещё одного отважного гасконца — шевалье де Пардайана — в фильмах того же режиссёра: «Шевалье де Пардайан» (1962) и «Смелей, Пардайан!» (1964). К середине 60-х годов Барре стал признанной звездой фильмов «плаща и шпаги» — вторым после легендарного Жана Маре.
Со временем интерес французского зрителя к костюмно-авантюрным фильмам, популярным в 60-х, упал. Барре пришлось играть современных героев, заслужив даже на некоторое время репутацию «французского Джеймса Бонда». Относительно успешно он снялся в роли полицейского комиссара Сан Антонио в двух экранизациях детективно-ироничных произведений писателя Фредерика Дара, ставшего впоследствии близким другом Жерара. Также он сыграл в двух не очень успешных шпионских лентах, в военно-приключенческом фильме «Пламя над Адриатикой», в комедии Мишеля Девиля «Нежные акулы», в автобиографической картине Клода Берри «Папино кино». В 1969 году Жерар Барре был сопродюсером современного триллера. В «Свидетеле» молодая героиня Сесиль (Клод Жад) стала свидетельницей убийства и попала в эротическую атмосферу загадочного человека (Жерар Барре). Это был его последний успех и его последняя великая роль. Своих прежних достижений Барре повторить не смог. Постепенно он отошёл на второй план. Сам Жерар с сожалением признавал, что ему не хватило ни амбиций, ни тщеславия, необходимых в мире кино.
Продолжая, время от времени играть в театре, Барре в составе театральной труппы побывал на гастролях в Гваделупе, куда и переехал вскоре вместе с семьёй. В культурном центре города Пуант-а-Питр Барре руководил театральным курсом. Через три года Барре вернулся в Европу и поселился в Испании, продолжая изредка сниматься в небольших ролях в кино и на ТВ.
Барре — автор повести «Герой любви» и нескольких рассказов. В конце января 2010 года указом Министерства культуры Франции актёр Жерар Барре награждён Орденом искусств и литературы.

## Семья
В 1966 году после съёмок в приключенческой картине Роберта Сиодмака «Сокровища ацтеков» Жерар Барре женился на партнёрше по фильму — испанской актрисе и танцовщице фламенко Тересе Лорка, ради семьи оставившей сцену. Дочь Барре Мария (занимается девелопментом), сын Жюльен - телевизионный режиссёр. Также у Барре есть внук Андре и внучка Патрисия.
В 1977 году Жерар Барре вместе с семьей обосновался в Марбелье, курортном городке на юге Испании. В отеле «Пуэнте Романо» супруги открыли пиано-бар, где по вечерам Тереса пела, а муж аккомпанировал ей за роялем. Барре увлекался лошадьми, автомобилями и джазом, устраивал выставки живописи, инвестировал в недвижимость, участвуя в бизнесе дочери.
Сердце Жерара Барре остановилось 15 февраля 2024 года в Марбелье, Андалусия (Испания).

## Фильмография

### Роли в кино
- 1955 — «Чёрная серия» (фр. Série noire), человек «Корсика»
- 1955 — «Шантаж» (фр. Chantage), жиголо
- 1955 — «Слюнки текут» (фр. L'Eau à la bouche), Мигель
- 1961 — «Капитан Фракасс» (фр. Le Capitaine Fracasse), герцог Валломбрез
- 1961 — «Три мушкетёра» (фр. Les Trois mousquetaires), д’Артаньян
  - «Три мушкетёра: Подвески королевы» (фр. Les trois mousquetaires: Première époque - Les ferrets de la reine)
  - «Три мушкетёра: Месть миледи» (фр. Les trois mousquetaires: La vengeance de Milady)
- 1961 — «Корсиканские братья» (фр. I Fratelli Corsi), Джованни Сагона
- 1962 — «Шевалье де Пардайан» (фр. Le Chevalier de Pardaillan), шевалье Жан де Пардайан
- 1962 — «Дама с камелиями» (ТВ) (фр. La dame aux camélias), Арман Дюваль
- 1963 — «Шахерезада» (фр. Shéhérazade), Рено де Виллекруа
- 1963 — «Скарамуш» (фр. La Máscara de Scaramouche), Скарамуш, Робер ЛаФлё
- 1964 — «Гибралтар» (фр. Gibraltar), Фрэнк Джексон
- 1964 — «Смелей, Пардайан!» (фр. Hardi! Pardaillan), шевалье Жан де Пардайан
- 1965 — «Сокровище ацтеков» (нем. Der Schatz der Azteken), граф Альфонсо ди Родриганда у Севилья
- 1965 — «Пирамида сынов Солнца» (нем. Die Pyramide des Sonnengottes), граф Альфонсо ди Родриганда у Севилья
- 1965 — «Агент Х 13» (фр. Baraka sur X 13), Серж Вадил
- 1966 — «Сюркуф, тигр семи морей» (фр. Surcouf, le tigre des sept mers), капитан Робер Сюркуф
- 1966 — «Возвращение Сюркуфа» (фр. Tonnerre sur l'océan Indien), капитан Робер Сюркуф
- 1966 — «Плохое время для мух» (фр. Sale temps pour les mouches), комиссар Сан-Антонио
- 1967 — «Нежные акулы» (фр. Tendres requins, нем. Zärtliche Haie), капитан Грегори
- 1968 — «Берю и эти дамы» (фр. Béru et ces dames), комиссар Сан-Антонио
- 1968 — «Пламя над Адриатикой» (фр. Flammes sur l'Adriatique), Michel Masic
- 1969 — «Свидетель» (фр. Le Témoin), ван Бриттен
- 1970 — «Элен и Фернандо» (фр. Helena y Fernanda), Фернандо
- 1970 — «Треугольничек» (фр. El Triangulito)
- 1970 — «Папино кино» (фр. Le Cinéma de papa), Ришар
- 1972 — «Лето — время убийств» (фр. Un Verano para matar), учитель Тани
- 1977 — «Почему?» (фр. Pourquoi?), фармацевт
- 1982 — «Отелло и чёрный отряд» (исп. Othello, el comando negro), Людвиг Стаффорд
- 1997 — «Открой глаза» (исп. Abre los ojos), Дювернуа
- 2000 — «Сексуальная тварь» (англ. Sexy Beast), испанский чиновник
- 2001 — «Не упади!» (фр. No te fallaré), Лео Бартель
- 2001 — «Рай уже не тот, что прежде» (исп. El Paraíso ya no es lo que era), садомазохист
- 2003 — «Загадка Галиндеза» (фр. El misterio Galíndez), Хорхе Урия

### Роли на ТВ
- 1972 — «Манеж Порт Баркарес» (фр. Le Manège de Port-Barcarès), Бруно Фонтэн
- «В театре сегодня» (фр. Au théâtre ce soir), 6 episodes, 1972—1981
  - 1974 — «Мадам без предрассудков» (фр. Madame Sans-Gêne), Гюстав фон Нейпперг
  - 1974 — «Галантная королева» (фр. La reine galante), Франсуа I
  - 1975 — «Сообщник» (фр. La complice), Филипп
  - 1981 — «Танцы без музыки» (фр. Danse sans musique), Ноэль О’Хара
  - 1981 — «На шум и крик» (фр. À cor et à cri), Даниэль Лансон
- 1991 — «Нестор Бурма — Возвращение Беркаля» (ТВ-сериал) (фр. Nestor Burma), Дорвиль
- 1991 — «Дело о разводе» (фр. Cas de divorce), Леон Дюльеж Леон (1 эпизод)
  - «Ферро против Дюльеж» (фр. Ferrault contre Duliège)
- 1999 — «Секрет её фарфора» (исп. El secreto dela porcelana), отец Лаборда (мини-ТВ-сериал)
- 1999 — «Журналисты» (исп. Periodistas), 1 эпизод
  - «Модель журналиста» (исп. Periodista modelo)
- 2006 — «Комиссар» (исп. El comisario), Дидье Боннэр старший
  - «Ева от начала до конца» (исп. Eva del principio al fin)
  - «13 ножевых ранений» (исп. 13 puñaladas)

### Продюсер
- 1969 — «Свидетель» (фр. Le Témoin)

## Театр
- 1955 — «Веер леди Уиндермир» по пьесе Оскара Уайльда, режиссёр Марсель Тассенкур, Théâtre Hébertot (1956 та же постановка, но в Théâtre Daunou)
- 1960 — «Двуглавый орёл» по пьесе Жана Кокто, режиссура автора, Théâtre de la Ville.
- 1973 — «Мадам без комплексов» по пьесе Викторьена Сарду и Эмиля Моро, режиссёр Мишель Ру, Théâtre de Paris.